# Rot blüht der Mohn
Rot blüht der Mohn ist ein Lied des österreichischen Sängers Udo Jürgens aus dem Jahr 1984 zu einem Text von Michael Kunze. Als Musikproduzent fungierte Peter Wagner.

## Inhalt
Rot blüht der Mohn handelt von einem Mann, der nach längerer Zeit auf einen Freund wiedertrifft, der sich seitdem äußerlich stark verändert hat. Es wird beschrieben, dass sein Gesicht blass und seine Augen leer in tiefen Höhlen sei. Er erzählt seinem Freund aus alten Tagen von alleine bereitwillig, dass er drogenabhängig geworden sei. Er wollte nur dem Traum von einem unbekannten Land nachgehen, mit dem Schicksal Fangen spielen und einfach mal die Wirkung des Stoffs für sich fühlen. Im Refrain beschreibt der Mann das Bild von roten Mohnblumen, die wie Tausende von Tränen blühen und am Ende nur als weißer Staub in Plastiktüten enden.

## Hintergrund und Veröffentlichung
Die Musik zu Rot blüht der Mohn stammt von Udo Jürgens selbst, der Text von Michael Kunze. Das Lied erschien am 20. September 1984 als Singleauskopplung beim Plattenlabel Ariola und wurde eine Woche später auf Jürgens’ 28. Studioalbum Hautnah veröffentlicht. Die B-Seite der Single war Zwischen Böse und Gut, das von Udo Jürgens und Friedhelm Lehmann geschrieben wurde.
1. Rot blüht der Mohn (3:30)
2. Zwischen Böse und Gut (4:16)

Udo Jürgens sang den Titel in der ZDF-Hitparade; am 22. September 1984 stellte Dieter Thomas Heck ihn als fünfte Neuvorstellung vor und er wurde auf Platz zwei gewählt.